# فروواتریپتان
فروواتریپتان (انگلیسی: Frovatriptan) نام یکی از داروهای مشتقات تریپتان‌ها برای درمان میگرن، سردرد و برای جلوگیری کوتاه از میگرن قاعدگی ایجاد شده‌است. این محصول دارای مجوز فارماسوتیکال در آمریکای شمالی و مرنارینی در اروپا است.